# Las armas de Avalón
Las armas de Avalón (Título original The guns of Avalon) es una novela fantástica escrita por Roger Zelazny, segunda de las Crónicas de Ámbar. 
Fue publicada por primera vez en 1972.

## Sinopsis
Tras escapar de las mazmorras de Ámbar, donde fue encarcelado por su recién coronado hermano Eric, Corwin prepara su venganza. Aunque en Ámbar la pólvora parece no surtir efecto, Corwin sabe dónde encontrar una substancia para sustituirla, y lanzar un ataque de tropas de las Sombras armadas con rifles.
- Datos: Q2996611